# Massenhochzeit von Susa

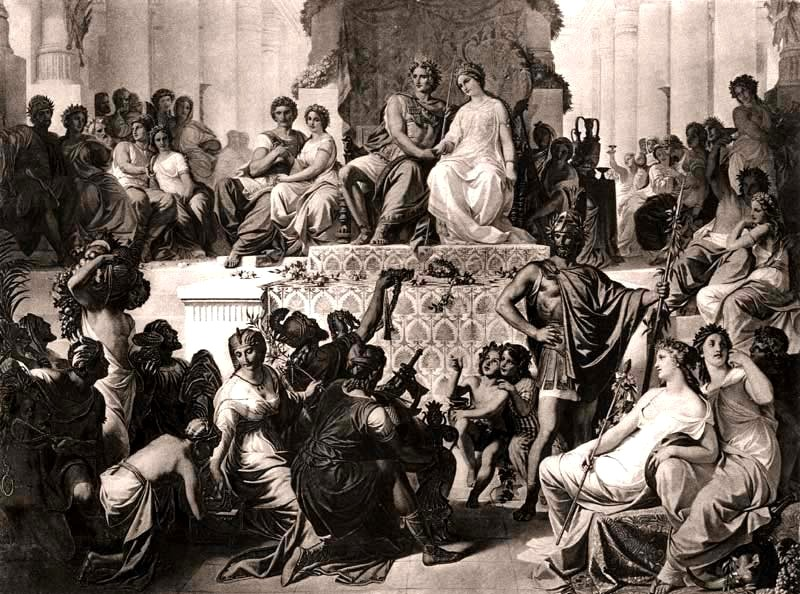
Massenhochzeit von Susa (Gravierung aus dem späten 19. Jahrhundert)

Die Massenhochzeit von Susa war eine im Frühjahr 324 v. Chr. von Alexander dem Großen in der persischen Metropole Susa veranstaltete fünftägige Heiratszeremonie, bei der er selbst und etwa 80 seiner führenden Gefolgsleute Ehen mit vornehmen Perserinnen schlossen. Dies diente zum Frieden zwischen Persern und Griechen.

## Verlauf
Auf dem Rückweg von seinem Feldzug nach Indien kam Alexander der Große 324 v. Chr. unter anderem auch nach Susa. Dort traf er umfangreiche Maßnahmen, sein durch den Asienfeldzug stark vergrößertes Reich zu konsolidieren. Er ließ als ungeeignet oder korrupt erwiesene Statthalter und andere hohe Verwaltungsbeamte absetzen und nach Möglichkeit bestrafen. Deswegen floh etwa der Schatzmeister Harpalos nach Athen. Auf der anderen Seite zeichnete der König verdienstvolle Freunde und Mitkämpfer aus, indem er ihnen etwa goldene Ehrenkränze überreichte. Ferner erließ er zur Regelung der Verhältnisse in Griechenland ein Dekret, demzufolge allen griechischen Verbannten die Heimkehr erlaubt werden sollte. Um seine makedonischen und persischen Untertanen enger aneinander zu binden und so die Einheit seines Reiches auf eine sicherere Basis zu stellen, ordnete er schließlich die Massenheirat hochrangiger Gefährten mit Frauen des persischen Hochadels an sowie die Legitimierung bisheriger Verbindungen seiner Soldaten mit Frauen, die sie auf ihren Feldzügen kennengelernt hatten.
Die aufwändigen Feierlichkeiten dauerten fünf Tage. In einem riesigen, mit luxuriösen Speisesofas und Purpurteppichen ausgestatteten, auf gold- und edelsteinverzierten Säulen ruhenden und hunderten Personen Platz bietenden Festzelt nahmen Alexander und seine Ehrengäste das Hochzeitsmahl ein. Um das Zelt herum waren teure Vorhänge aufgehängt. Anfang und Ende dieses Festessens wurden durch Trompetenstöße angekündigt. Schauspieler führten zur Unterhaltung Tragödien und Komödien auf, Musiker spielten auf Flöten und anderen Instrumenten, indische Gaukler zeigten ihre Künste und auch berühmte griechische Tänzer und Redner wirkten mit. Viele Namen dieser Künstler wurden überliefert.
Die Hochzeiten wurden nach persischem Ritus gefeiert. Die Bräutigame ließen sich auf für sie vorbereiteten Sesseln nieder und hielten einen Umtrunk, woraufhin die Bräute erschienen, sich jeweils zu den ihnen bestimmten Gatten setzten und von diesen einen Kuss erhielten. Als Erster verheiratete sich Alexander selbst. Er hatte bereits Roxane – die Tochter des sogdischen oder baktrischen Adligen Oxyartes – zur Gattin genommen. Da für ihn aber nach makedonischer und orientalischer Königssitte die Vielehe erlaubt war, standen ihm für weitere Eheschließungen keine Hindernisse im Weg. Um eine verwandtschaftliche Beziehung mit der bisher herrschenden persischen Dynastie der Achämeniden herzustellen, vermählte sich Alexander jetzt mit Stateira, der ältesten Tochter des von ihm überwundenen Großkönigs Dareios III. Gleichzeitig feierte er auch seine Hochzeit mit Parysatis, der jüngsten Tochter des 338 v. Chr. verstorbenen Perserkönigs Artaxerxes III. Diese neuen Gemahlinnen traten indessen nicht sonderlich hervor. Seinen ihm besonders nahe stehenden Freund Hephaistion, mit dem er sich verschwägern wollte, vermählte Alexander mit Drypetis, einer weiteren Tochter Dareios’ III. und jüngeren Schwester seiner eigenen neuen Gattin Stateira.
Seleukos, der spätere Begründer des Seleukidenreichs, heiratete bei der Massenhochzeit auf Befehl seines Königs Apame, die Tochter des baktrischen Fürsten Spitamenes, Ptolemaios, der spätere König von Ägypten, Artakama, eine Tochter des persischen Adligen Artabazos, und Eumenes von Kardia, der Vorsteher der königlichen Kanzlei, Artonis, eine andere Tochter des Artabazos. Weitere namentlich überlieferte Eheschließungen sind jene des Krateros, der sich mit Amastris, der Tochter des Oxyathres, eines Bruders des Dareios III., vermählte, ferner jene des Feldherrn Perdikkas, der eine Tochter des Atropates, des Satrapen von Medien, zur Gemahlin nahm, und schließlich jene des Admirals Nearchos, der eine Tochter des griechischen Söldnerführers Mentor und der Barsine, einer ehemaligen Geliebten Alexanders, heiratete. Insgesamt fanden etwa 80 solcher Hochzeiten statt.
Alle Eheleute erhielten reiche Geschenke als Aussteuer. Dass Alexanders hochrangige Vertraute ihre Gattinnen nicht selbst hatten aussuchen dürfen, scheinen sie ohne Weiteres akzeptiert zu haben; nur die Form der Eheschließung nach persischer Sitte missfiel einigen von ihnen.
Gleichzeitig mit der Massenhochzeit legitimierte Alexander auch mehrere tausend Konkubinate, die seine Soldaten bereits mit asiatischen Frauen eingegangen waren. Allen schenkte er ebenfalls eine Mitgift und bezahlte außerdem alle Schulden seiner Krieger.

## Rezeption
Zur Feier des 28. Geburtstages der preußischen Königin Luise fand zwei Tage später (12. März 1804) im Königlichen Nationaltheater zu Berlin vor 2.000 Zuschauern eine hochadlig besetzte Nachstellung der Massenhochzeit von Susa statt.